# Xoanodera maculata
Xoanodera maculata là một loài bọ cánh cứng trong họ Cerambycidae.